# Templo de Atenea Niké

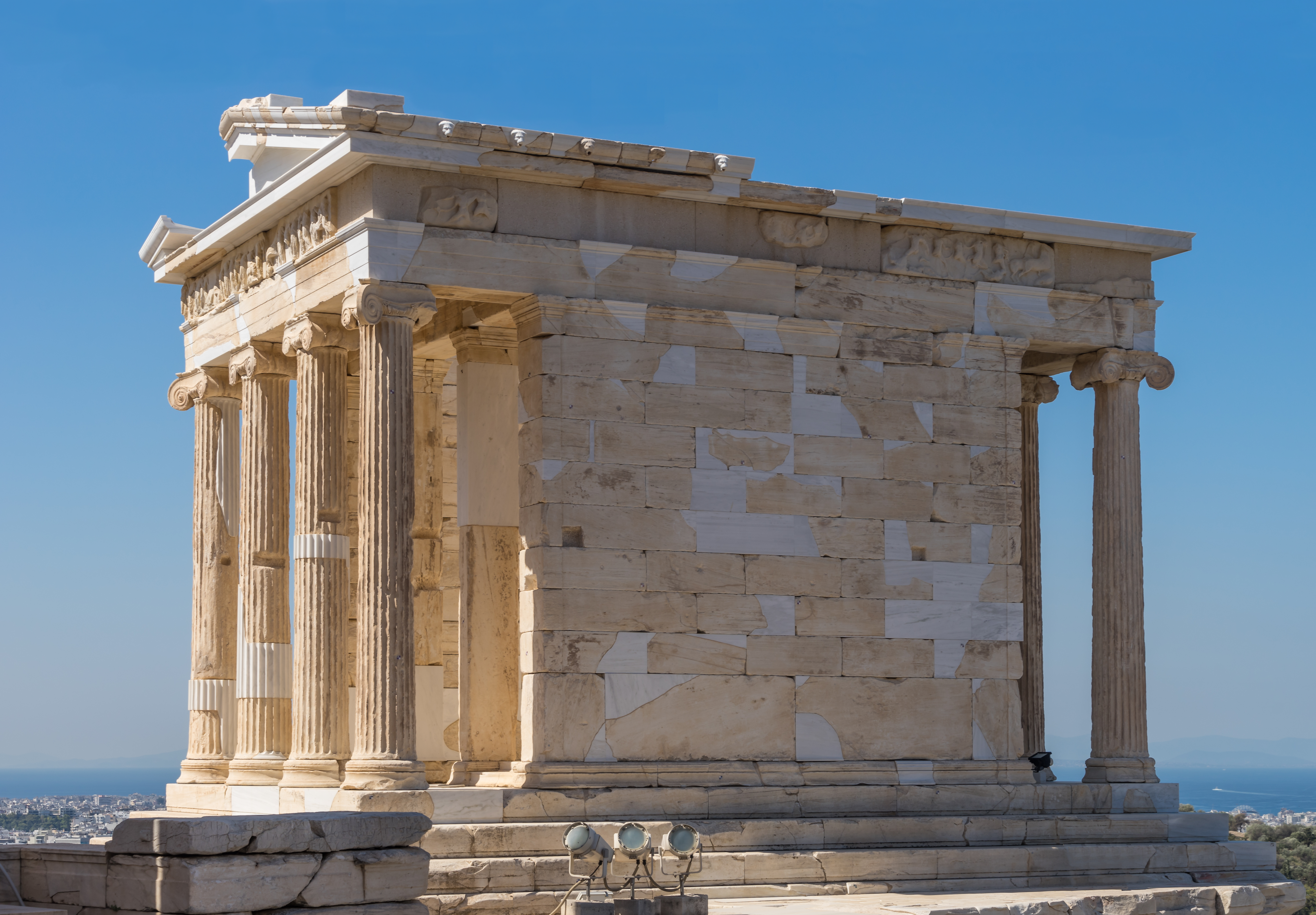
El Templo de Atenea Nike.

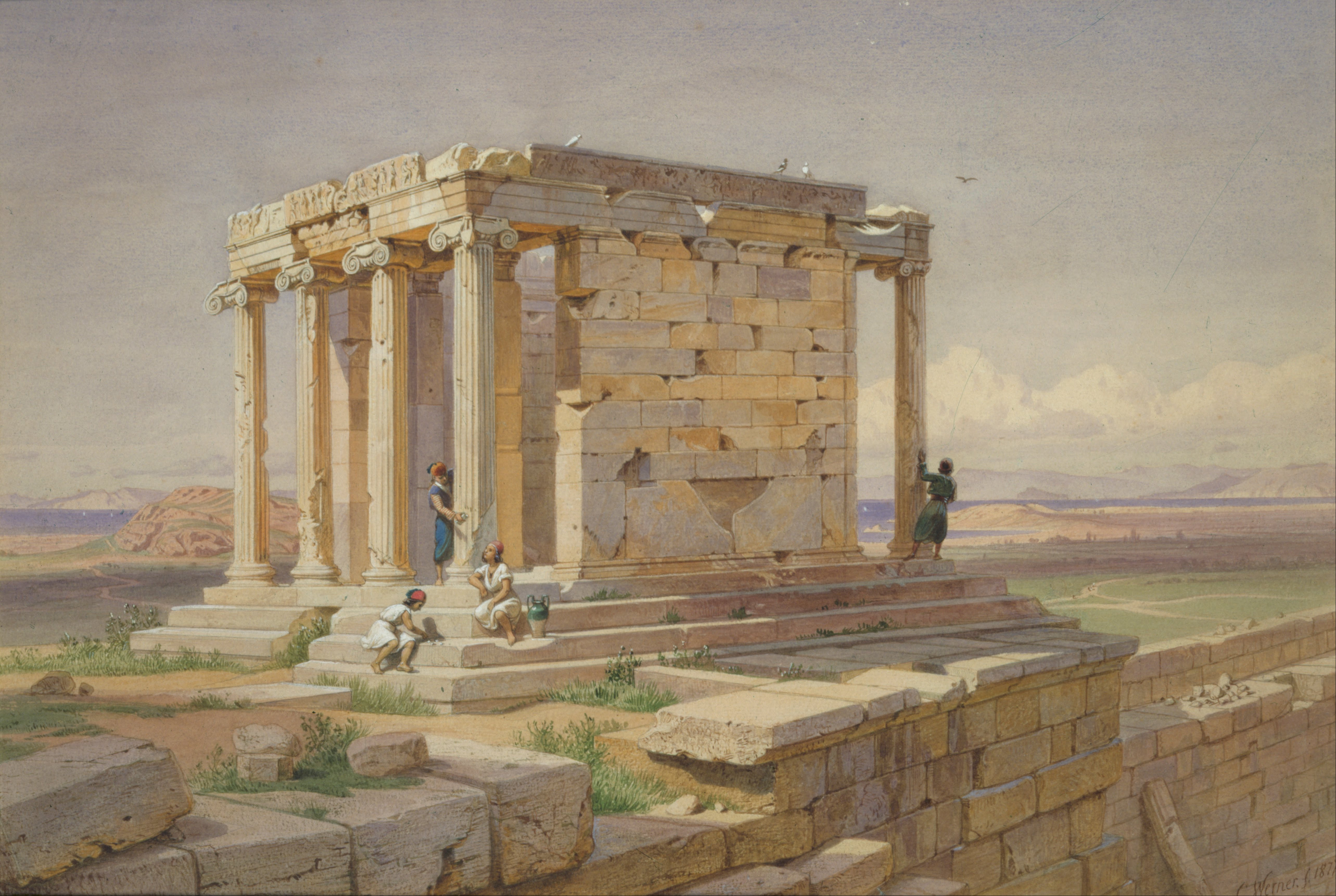
El Templo de Atenea Nike, cuadro de Carl Werner (1877).

El Templo de Atenea Nike (en griego: Ναός Αθηνάς Νίκης, romanizado: Naós Athinás Níkis) es un templo situado en la Acrópolis de Atenas (Grecia), dedicado a las diosas Atenea y Nike. Construido en torno al 420 a. C., es el primer templo completamente jónico de la Acrópolis. Tiene una posición prominente sobre un empinado bastión en la esquina suroeste de la Acrópolis, a la derecha de su entrada, los Propileos. En contraste con la Acrópolis propiamente dicha, que es un recinto amurallado al que se entra por los Propileos, el Templo de Atenea Nike estaba abierto y se entraba a él desde el ala suroeste de los Propileos y a través de una estrecha escalera en su lado norte. Los muros de su bastión estaban protegidos al norte, al oeste y al sur por el Parapeto de Nike, llamado así por su friso, que muestra a Nike celebrando la victoria y sacrificios a las patronas del templo, Atenea y Nike.
Nike era la diosa de la victoria en la mitología griega y se rendía culto a Atenea en esta forma, que pretendía representarla como victoriosa en la guerra. Los ciudadanos de Atenas veneraban a las diosas con la esperanza de obtener un resultado exitoso en la larga guerra del Peloponeso combatida contra Esparta y sus aliados.

## Historia

Plano de la Acrópolis de Atenas: el Templo de Atenea Nike es el número 6.

El culto a Atenea Nike ya se practicaba a principios del siglo vi a. C. Sobre los restos de un bastión micénico, se colocó, encima de una base cuadrada de caliza, una imagen de Atenea sentada sosteniendo una granada en su mano derecha y un casco en su mano izquierda. Este santuario fue demolido por los persas en el 480-479 a. C. y sobre sus restos se construyó un nuevo templo. La idea de su construcción surgió en el 449 a. C., tras la paz con los persas (paz de Calias). Sin embargo, Pericles se opuso a su construcción y las obras no empezaron hasta el 421 a. C., comenzada ya la guerra del Peloponeso (431-404 a. C.). Su construcción se completó en torno al 420 a. C. El culto a la diosa estaba bajo la supervisión de la sacerdotisa de Atenea Nike, que era designada de forma democrática. Si hubiera seguido en uso en el siglo iv d. C., el templo habría sido clausurado durante la persecución a los paganos en el Imperio romano tardío.
Atenas cayó en manos del Imperio otomano en 1456. El Templo de Atenea Nike permaneció intacto hasta que fue demolido en 1686 por los otomanos, que usaron sus piedras para construir defensas. En 1834, tras la independencia de Grecia, el templo fue reconstruido. En 1998, el templo fue desmantelado para que se pudiera sustituir su deteriorado suelo de hormigón, y su friso fue trasladado al nuevo Museo de la Acrópolis inaugurado en 2009. El templo, en su estado actual, ha sido fielmente reconstruido y restaurado, pero ha perdido parte del entablamento, la cubierta y los frontones. En el Museo de la Acrópolis están expuestos fragmentos procedentes del sitio que datan de antes de que los persas destruyeran el santuario original en el 480-479 a. C. También se conservan esculturas de los frisos, como las que representan las hazañas de Hércules, una estatua de Moscóforo, una escultura dañada de una diosa atribuida a Praxíteles y el jinete Rampin, así como inscripciones epigráficas, decretos y estelas.

## Arquitectura

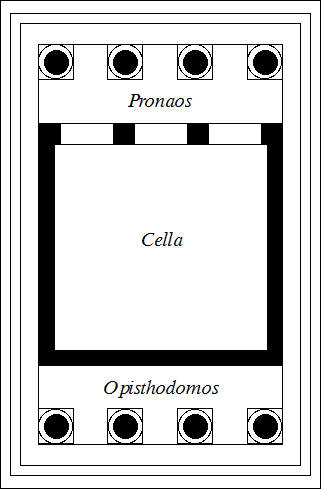
Planta del templo.

El Templo de Atenea Nike fue completado en torno al 420 a. C., durante la paz de Nicias. Es una estructura jónica con pórticos con columnatas tetrástilas (con cuatro columnas), tanto en su fachada delantera como en la trasera (anfipróstilo). De su diseño se encargó Calícrates, arquitecto que también colaboró en la construcción del Partenón, junto con Ictino. Las columnas de sus fachadas este y oeste eran monolíticas. El templo tenía 8 metros de longitud y 5.5 metros de anchura. Mientras permaneció intacto, la altura total desde el estilóbato hasta el vértice del frontón era de unos modestos 7 metros. La ratio altura-diámetro de las columnas es de 7:1, en lugar de las ratios 9:1 o 10:1 más habituales en los edificios jónicos. Construido en mármol pentélico blanco, fue erigido en fases a medida que la escasez de la guerra permitía su financiación.
La superficie de la plataforma escalonada sobre la que se asienta (estilóbato) es de 57.12 m² (5.1 x 11.2 m). Sobre la crepidoma se elevan los muros y las columnas jónicas de mármol, compuestas de basa, fuste monolítico con acanaladuras de ángulos matados y capitel con volutas. El entablamento consta de un arquitrabe de tres bandas, un friso corrido que tenía una decoración mitológica alusiva a las guerras médicas y una cornisa, sobre la cual había frontones dedicados a Atenea.
Su planta, de muy pequeñas dimensiones, es propia de un templo anfipróstilo tetrástilo, en el que tanto el vestíbulo delantero (pronaos) como el trasero (opistodomos) se convierten en pequeños pórticos. La cella, también denominada naos o «sala de la diosa», es cuadrada (4 x 4 metros). Es, por tanto, un templo muy pequeño, de dimensiones humanas, muy armonioso en sus proporciones. Todas las medidas están matemáticamente estudiadas para dar esa sensación de esbeltez, a pesar de su escaso tamaño. Sobre sus reducidas dimensiones, Marie-Christine Hellmann aduce que su estructura anfipróstila se debió a limitaciones de espacio. Esta arqueóloga francesa teoriza que la concepción de su disposición espacial se pudo articular mediante una línea o eje axial como nexo de unión con el intercolumnio central de la fachada oeste del Partenón.

## Frisos y parapetos

### Frisos

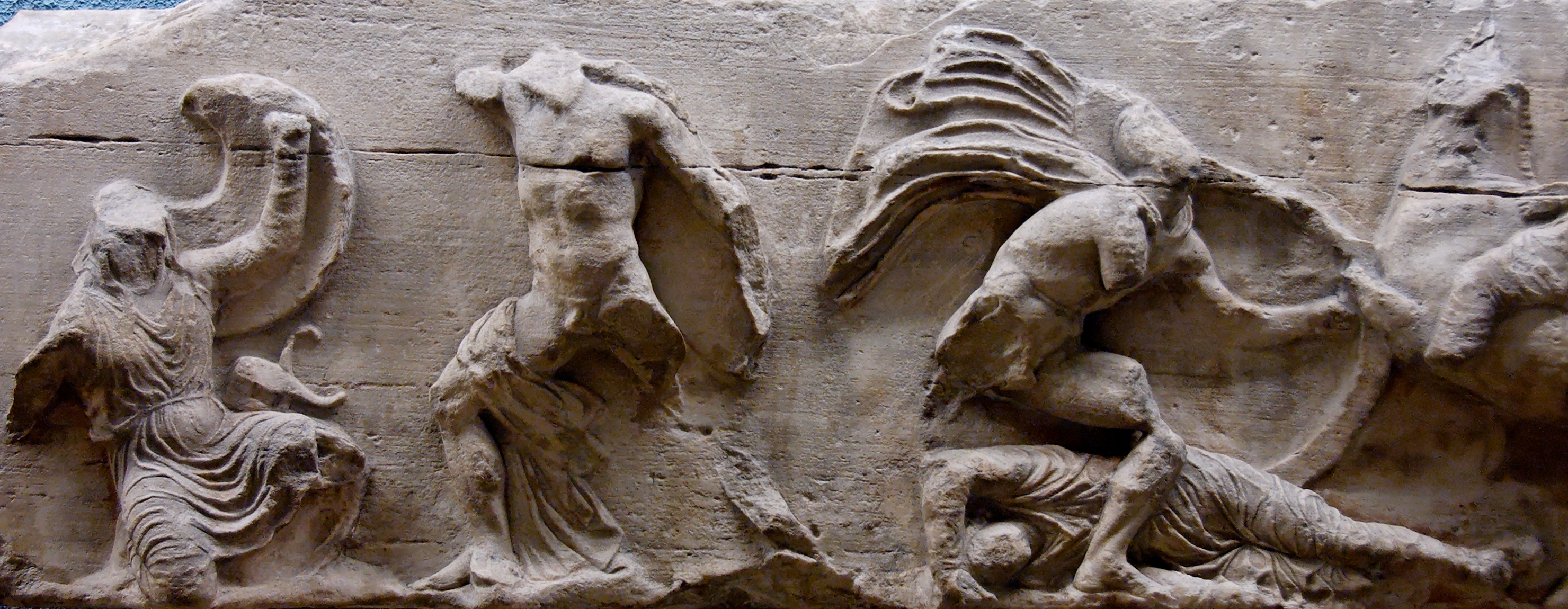
Escena de la batalla de Platea procedente del friso sur del Templo de Atenea Nike, Museo Británico (Londres).

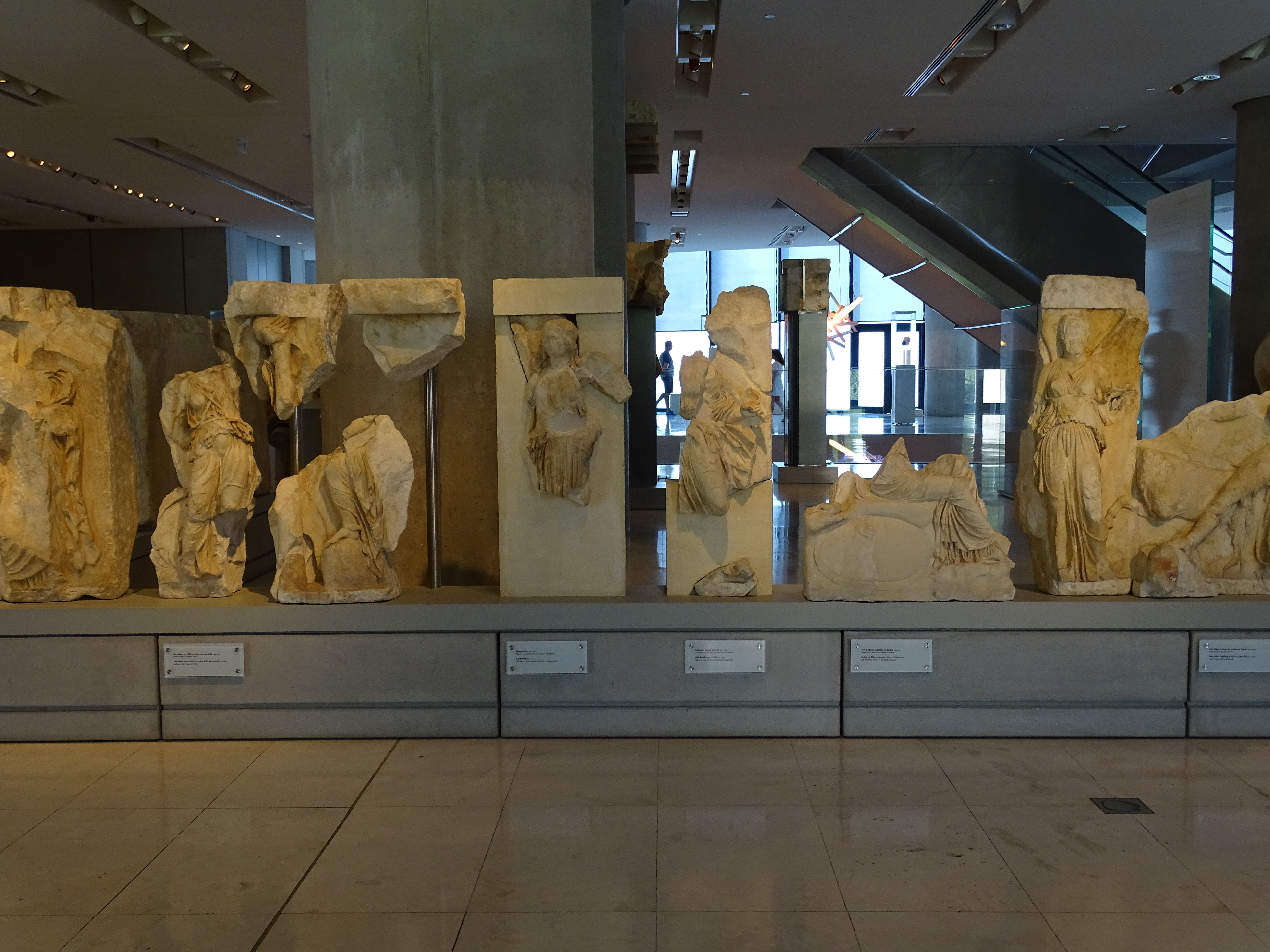
El parapeto de mármol pentélico del templo (ca. 410 a. C.), conservado en el Museo de la Acrópolis.

Los frisos del entablamento del edificio estaban decorados en todos sus lados con esculturas en relieve en el idealizado estilo clásico del siglo v a. C. La orientación del templo hacía que el friso este estuviera en su fachada delantera, sobre la entrada del edificio. El friso norte representaba una batalla entre griegos con caballería. El friso sur mostraba la victoria decisiva sobre los persas en la batalla de Platea. El friso este representaba una reunión de Atenea, Zeus y Poseidón ayudando a los atenienses, reflejando las creencias religiosas y la reverencia por los dioses en el clima social y político de la Atenas del siglo v a. C., que en aquellos años estaba sumida en otra contienda que acabaría perdiendo, la guerra del Peloponeso. Del friso oeste se conserva una cantidad significativa de las esculturas originales. Al igual que el friso sur, lo más probable es que cuente la historia de una batalla, concretamente de una victoria. Hay muchos cadáveres representados (más que en cualquiera de los otros tres frisos) e imágenes de alguien a punto de ser asesinado, junto con algunas figuras llevando cascos. Esta batalla entre ejércitos probablemente representa la masacre de los corintios a manos de los atenienses.
Poco tiempo después de la finalización del templo, en torno al 410 a. C., se añadió un parapeto a su alrededor para evitar que las personas se cayeran desde el empinado bastión sobre el que se construyó el templo. El exterior del parapeto estaba adornado con esculturas talladas en relieve que muestran a Nike en diversas actividades, incluidas dos Nikes instalando un trofeo, todas ellas en procesión. Este parapeto, obra de la escuela de Fidias, muestra sus principales características, como los paños mojados (ya esculpidos al trépano) o las figuras divinas (como la propia Nike) en acciones «cotidianas» como atarse una sandalia, que demuestran el alejamiento del idealismo del primer clasicismo.
En la década de 1830, tras la independencia de Grecia, los arquitectos Christian Hansen y Eduard Schaubert excavaron este templo. El edificio había sido desmantelado completamente en el siglo xvii y sus piedras se incorporaron en la muralla otomana que rodeaba la colina. En 1836 se llevó a cabo una primitiva anastilosis, cuando el templo fue reconstruido a partir de los elementos que se conservaban de él. En el verano de 2010 se completó una tercera restauración. La estructura principal, el estilóbato y las columnas están intactas en gran medida, excepto la cubierta y la mayor parte de los frontones. Hay fragmentos del friso esculpido expuestos en el Museo de la Acrópolis y en el Museo Británico; en el templo hay copias de ellos.

### Parapeto de Nike

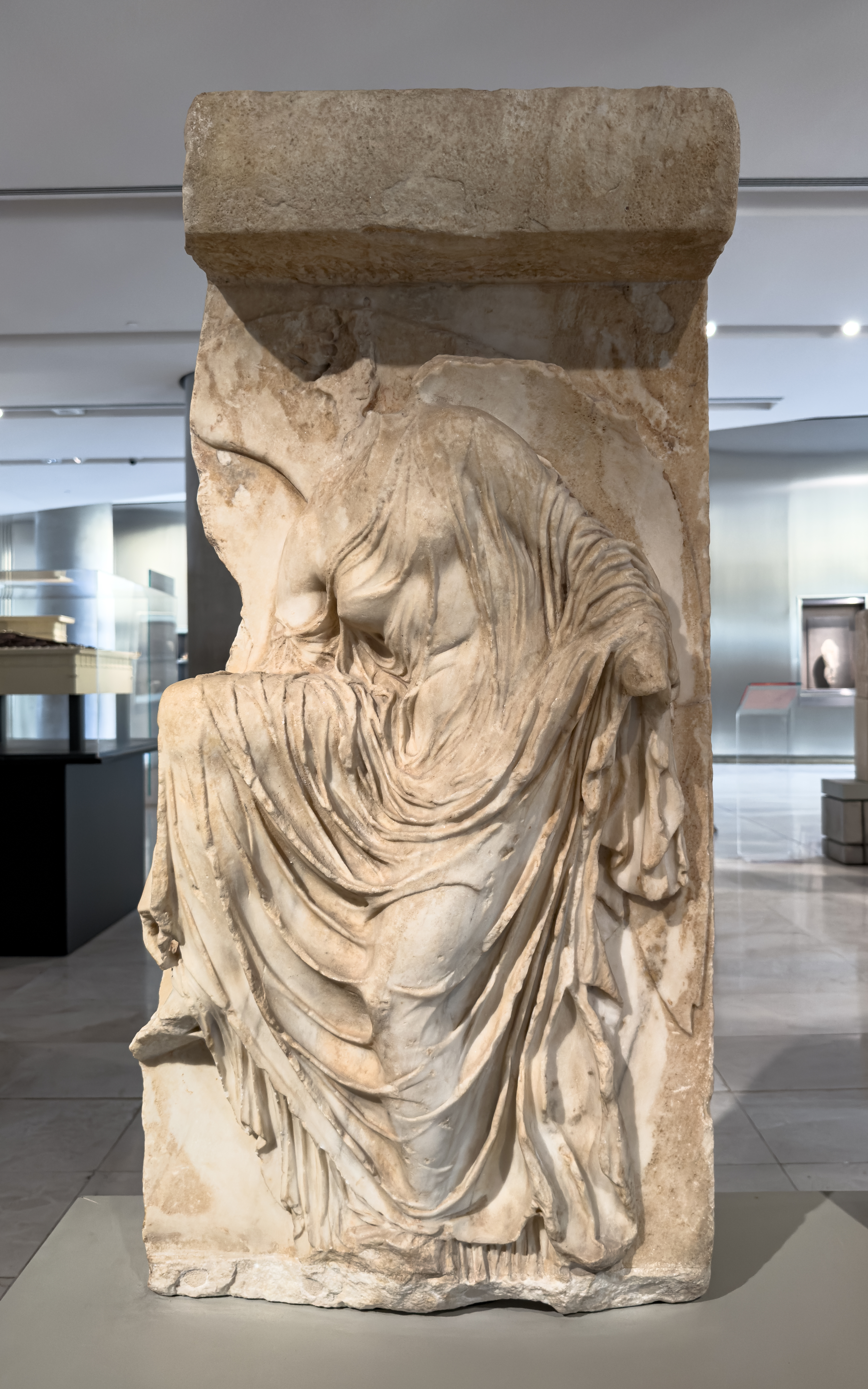
Un relieve del parapeto del templo, Nike atando su sandalia, conservado en el Museo de la Acrópolis.

En el parapeto se encontraba una famosa estatua de mármol de Nike sin alas, Nike atando su sandalia. Esta estatua representa a Nike inclinándose hacia su pie derecho y extendiendo su brazo derecho hacia su sandalia, mientras su ropa se desliza de su hombro. Ha habido mucho debate sobre qué pretende representar esta estatua. Se han encontrado muchos otros ejemplos de arte griego relacionado con sandalias en copas, jarrones e incluso en los frisos del Partenón. Sin embargo, todos estos ejemplos muestran a los sujetos inclinándose hacia abajo con ambos brazos extendidos para ajustarse o atarse sus sandalias. La diferencia entre extender uno o dos brazos es lo que ha causado discrepancias sobre el significado de la estatua de Nike sin alas. Lo más probable es que Nike esté quitándose o aflojándose la sandalia en lugar de atándosela o poniéndosela. Se cree que esta imagen se usaba para demostrar la acción de quitarse el calzado a aquellos que entraban en el templo para rendir culto a Atenea, dado que esta era una acción tradicional de adoración en este espacio. La estatua fue descubierta en 1835 cerca del templo y se cree que se encontraba en su lado sur. Actualmente se conserva en el Museo de la Acrópolis.
La famosa escultura en el parapeto de Nike quitándose su sandalia es un ejemplo de la técnica conocida como «paños mojados», que implica mostrar la forma del cuerpo, cubriéndola al mismo tiempo con ropa. Algunas escenas de los frisos son de las guerras médicas y de la guerra del Peloponeso, incluida una escena de caballería de la batalla de Maratón y la victoria griega sobre los persas en la batalla de Platea. Estas escenas representan el dominio griego y ateniense a través del poder militar y los eventos históricos.
En la cella, también denominada naos, se encontraba un xoanon, una imagen de Atenea personificada como Nike. Nike era la diosa de la «victoria alada» (véase la victoria alada de Samotracia). Sin embargo, la ausencia de alas en la estatua de Atenea Nike llevó a los atenienses a llamarla Apteros Nike («victoria sin alas»), y surgió la leyenda de que la estatua fue privada de alas para que nunca pudiera marcharse de la ciudad. Como el templo, por sus dimensiones, no estaba destinado a grandes reuniones, tenía enfrente un altar que permitía celebrar ceremonias al aire libre.

## Cornisa y cimacio

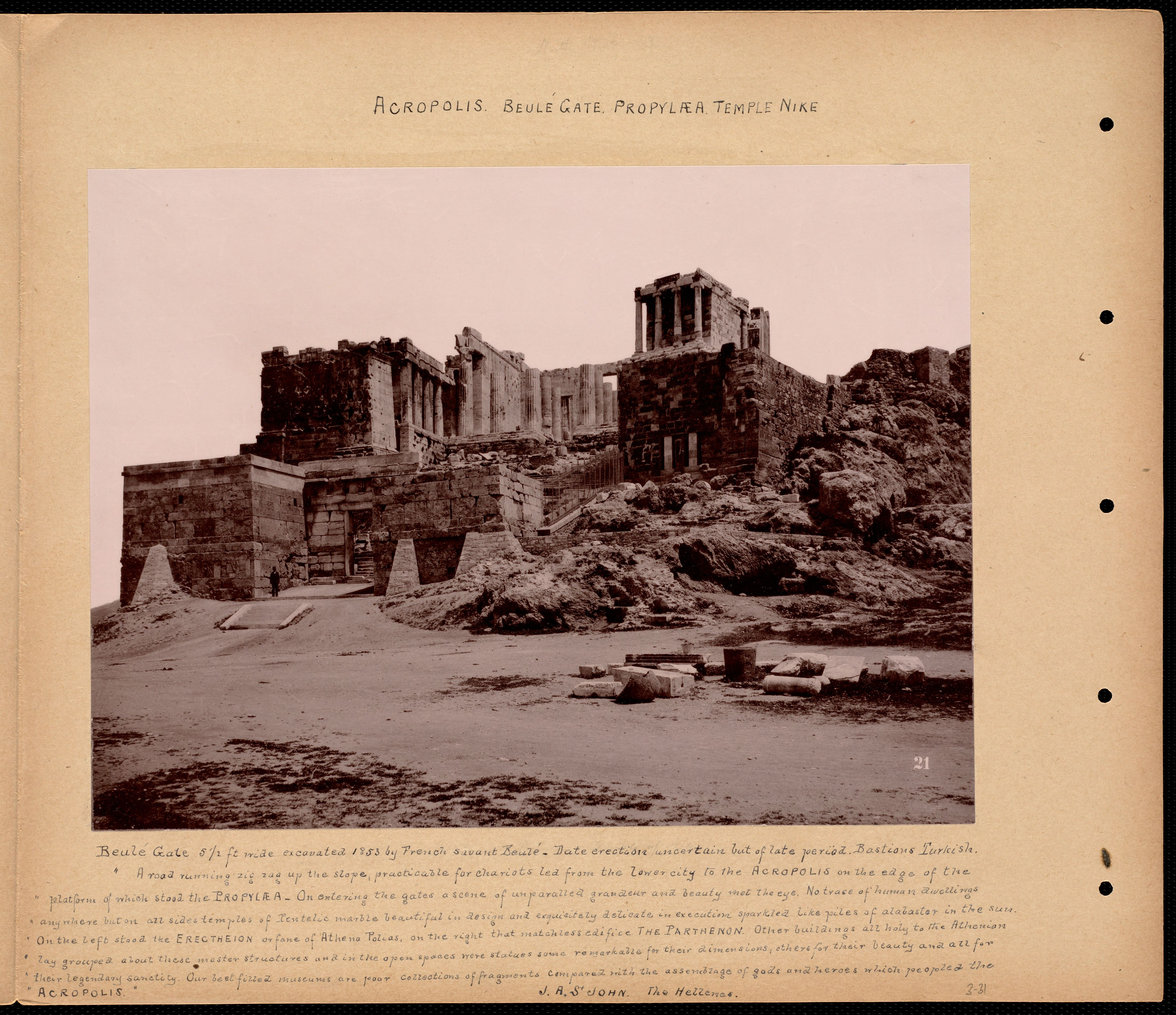
Una fotografía de 1893 de la Acrópolis mostrando la Puerta Beulé, los Propileos y el Templo de Atenea Nike.

### Cornisa
La cornisa sigue un diseño arquitectónico estándar y se encuentra inmediatamente sobre el friso, rodeando toda la estructura. Se han descubierto muchos trozos de cornisa que se cree que formaban parte del Templo de Atenea Nike, aunque algunos arqueólogos sostienen que algunas de las piezas encontradas cerca del templo podrían no proceder de él. Estas piezas de la cornisa tienen en su interior una serie de agujeros alineados, apoyando la idea de que la cornisa estaba sostenida mediante clavijas, que la conectaban al friso. Muchos de estos trozos están tan desgastados que los agujeros de las clavijas no son visibles.
La cornisa es plana y carece de molduras que crearan un diseño. Si hubiera tenido un diseño, no habría sido escultural. Hay evidencias que sugieren que la cornisa habría estado pintada. Sin embargo, debido a que la arquitectura se ha desgastado durante muchos siglos hasta la actualidad, se ha perdido cualquier conocimiento de cuál podría haber sido este diseño.

### Cimacio
Justo sobre la cornisa, en los lados norte y sur del templo, se encuentra el cimacio, que forma un ángulo a ambos lados, creando la pendiente que forma la cubierta y el frontón. A lo largo del cimacio se extiende un orden de cabezas de león que sobresalen hacia fuera. En cada extremo del cimacio, en las esquinas que giran hacia los lados este y oeste del templo, hay cortes en su parte superior, justo donde habrían estado las acroteras.

## Acroteras

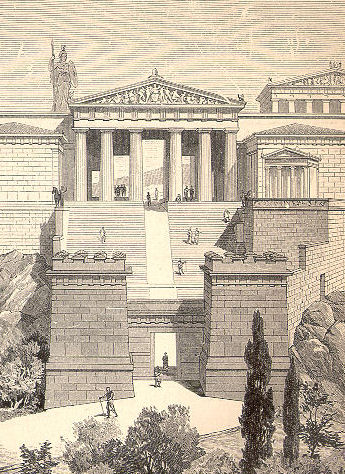
El Templo de Atenea Nike está a la derecha de los Propileos.

El cuerpo principal de las estatuas que formaban las acroteras centrales era de bronce en lugar de mármol. Se han encontrado evidencias de láminas de oro y cables de oro que habrían atravesado el núcleo principal de bronce. Los investigadores han planteado varias hipótesis sobre la forma de estas estatuas, pero no hay restos de las esculturas originales que indiquen cuál era el aspecto real de las acroteras centrales. Lo mismo puede decirse de las estatuas que habrían formado las acroteras de los lados este y oeste. Entre las teorías formuladas sobre las estatuas centrales se encuentran el caballo alado Pegaso y el monstruo Quimera. Sin embargo, estas teorías pueden ser poco plausibles porque las proporciones de los cuerpos de estos animales no concordarían con la ubicación de los cortes donde se habrían asentado sus pies en el bloque que hace de base de las acroteras.
Una posible teoría para las acroteras centrales sería un trípode de bronce, similar a los que se encontraban en el Templo de Zeus en Olimpia. Esta hipótesis no ha sido desacreditada por varias razones: en primer lugar, sería una propuesta plausible para la forma de la estatua ya que, a diferencia de los animales, las dimensiones de los trípodes encajarían con los cortes del bloque que hace de base; en segundo lugar, un trípode habría tenido probablemente un núcleo de bronce si servía de acrotera; y, en tercer lugar, el trípode se usa habitualmente como símbolo de la victoria.
Un trofeo conmemorativo es otra teoría sobre las acroteras centrales que aún no ha sido refutada por las mismas razones que el trípode. Además, hay algunas esculturas en los parapetos del templo que representan a Nike instalando un trofeo.
La última teoría sobre las acroteras centrales que aún no ha sido desacreditada es una Nike alada. La idea es que habría habido una estatua de una Nike alada justo encima de un escudo y, a cada lado de ella, una Nike sosteniendo armas dedicadas a la diosa. Las acroteras del Templo de Zeus en Olimpia serían una buena comparación, con la excepción de las dos Nikes sosteniendo armas. Esta forma de las acroteras centrales explicaría los cortes en el bloque de base, que no concuerdan con algunas de las otras formas propuestas.